# 煙管
煙管（きせる）とは、日本の刻みたばこ用の喫煙具の一種で、パイプに類似する。ヨーロッパのパイプや、東南アジアの喫煙具をまねて作られたとされる。

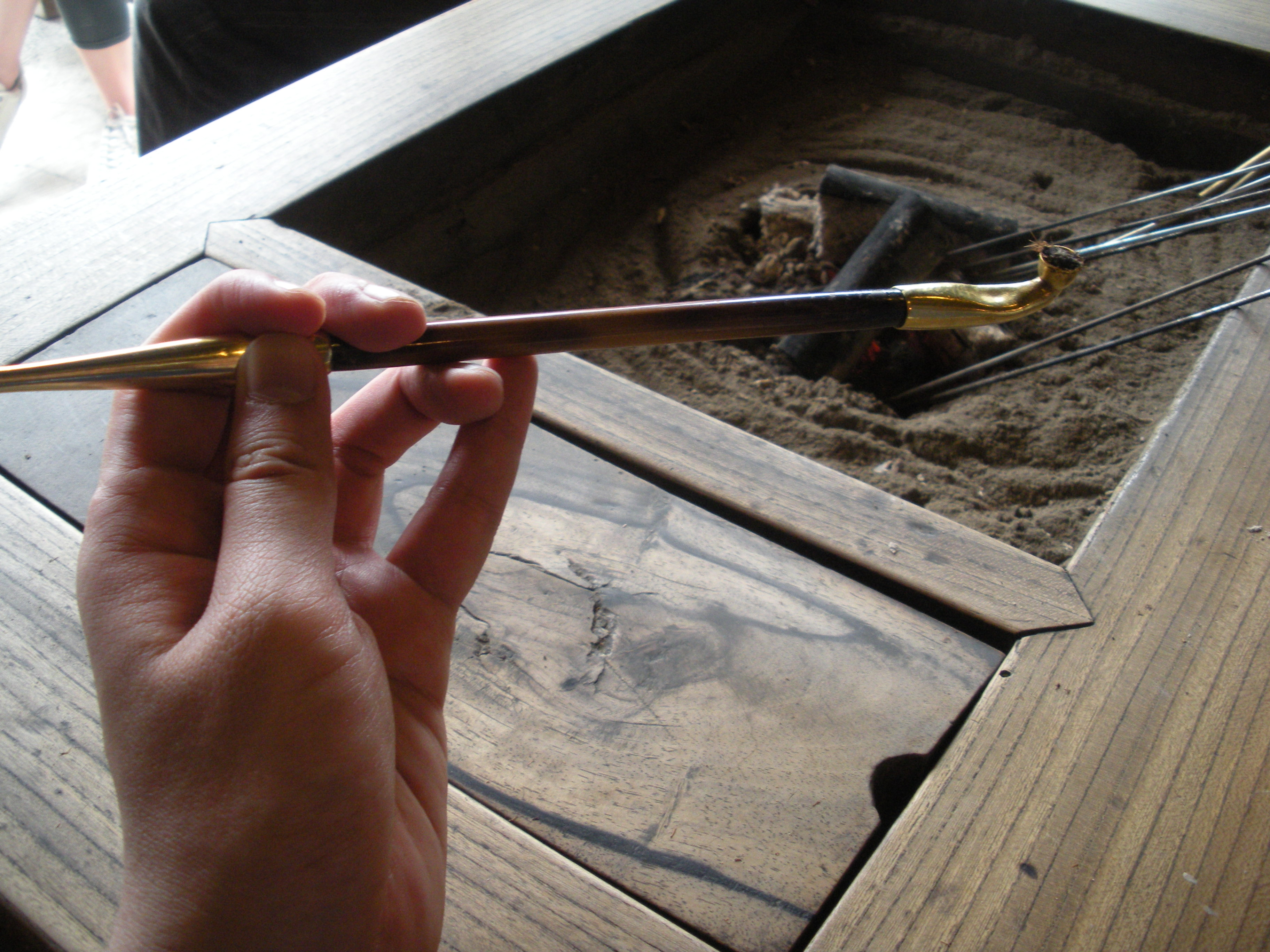
煙管2010年5月、伊勢市おかげ横丁にて撮影

## 語源
語源については異説もあるが、カンボジア語で管を意味する「クセル」が、訛ったものといわれる。
このほかの説として、ポルトガル語の sorver もしくはスペイン語の sorber が挙げられている。いずれも「吸う」の意である。関係代名詞 que を接頭につけ、「吸う物」の意味で que sorver 若しくは que sorber とした場合、発音としては「キソルベル」又は「ケソルベル」となる。
上記の通り本来は外来語だが、新聞等では国語化しているものとして扱われ、通常は片仮名ではなく平仮名で書かれる。「煙管」の漢字表記は常用漢字表外の読みであるため、通常は漢字表記されない。

## 構造

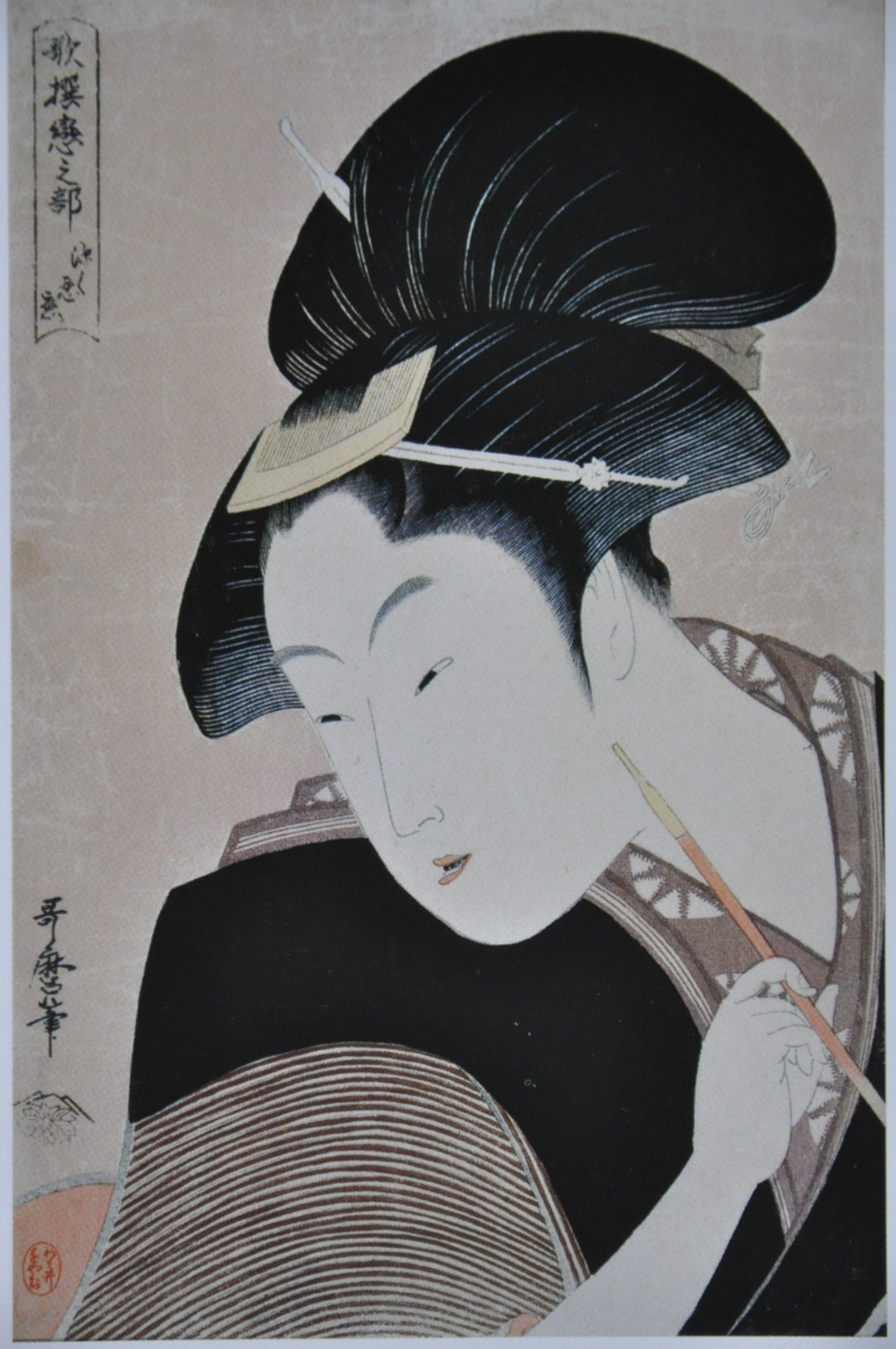
朱羅宇羅宇が赤く塗られたもので、花魁が使用した。

刻みたばこを詰める火皿（椀形の部分）、首のついた雁首（がんくび、火皿の付け根から羅宇と接合する部分まで）、口にくわえる部分の吸い口、それらをつなぐ管の羅宇（らう、らお）に大別できる。また、羅宇の語源は、羅宇国（現在のラオス）の竹（黒斑竹）を使用していたことによるという説が定説である。一方「キセル」またはキセルの部位の語源を東南アジアに求めることに疑問は多く、ポルトガル語に rabo（「柄」の意）、スペイン語に rabo（「軸」の意）があることから、こちらを語源と考えたほうがより自然であるとする説もある。なお、上記の様な区分けがなく全て繋ぎ目なく繋がっているものは「延べ（延べ煙管）」という。
細かく種類分けをすると、その形状に応じて「石州」「女持ち」「如心」「刀豆」「手綱」「光大寺」「砧」といった名称が存在する。

## 材質
雁首、火皿、吸い口については耐久性を持たせるためにその多くが金属製であり、羅宇については、高級品では黒檀なども見受けられるが、圧倒的に竹が多いようである。このように羅宇が植物性の煙管を「羅宇煙管」と呼ぶ。幕末以降には吸い口に草花などの彫刻や鍍金装飾がみられる。これに対して、全体が金属製の煙管を「延べ煙管」と呼んでいる。使用される金属の種類は金、銀、銅、鉄、錫、亜鉛、またはそれらの合金など多様で、鍍金や象嵌を施したものもある。また全体が陶製やガラス製のもの（最近のガラスパイプなどとは形状が違う）もあり、中には竹や木でできた簡易煙管もあった。同じ銘柄のたばこであっても煙管の材質によって風味が大きく変わり、また羅宇の長さによって口当たりや温度も変わる。同じ材質であっても長く吸うことにより煙管内部に成分が付着し味が変化するため、こだわりをもつ人も多い。

## 使用方法
たばこは以下のようにして吸われる。

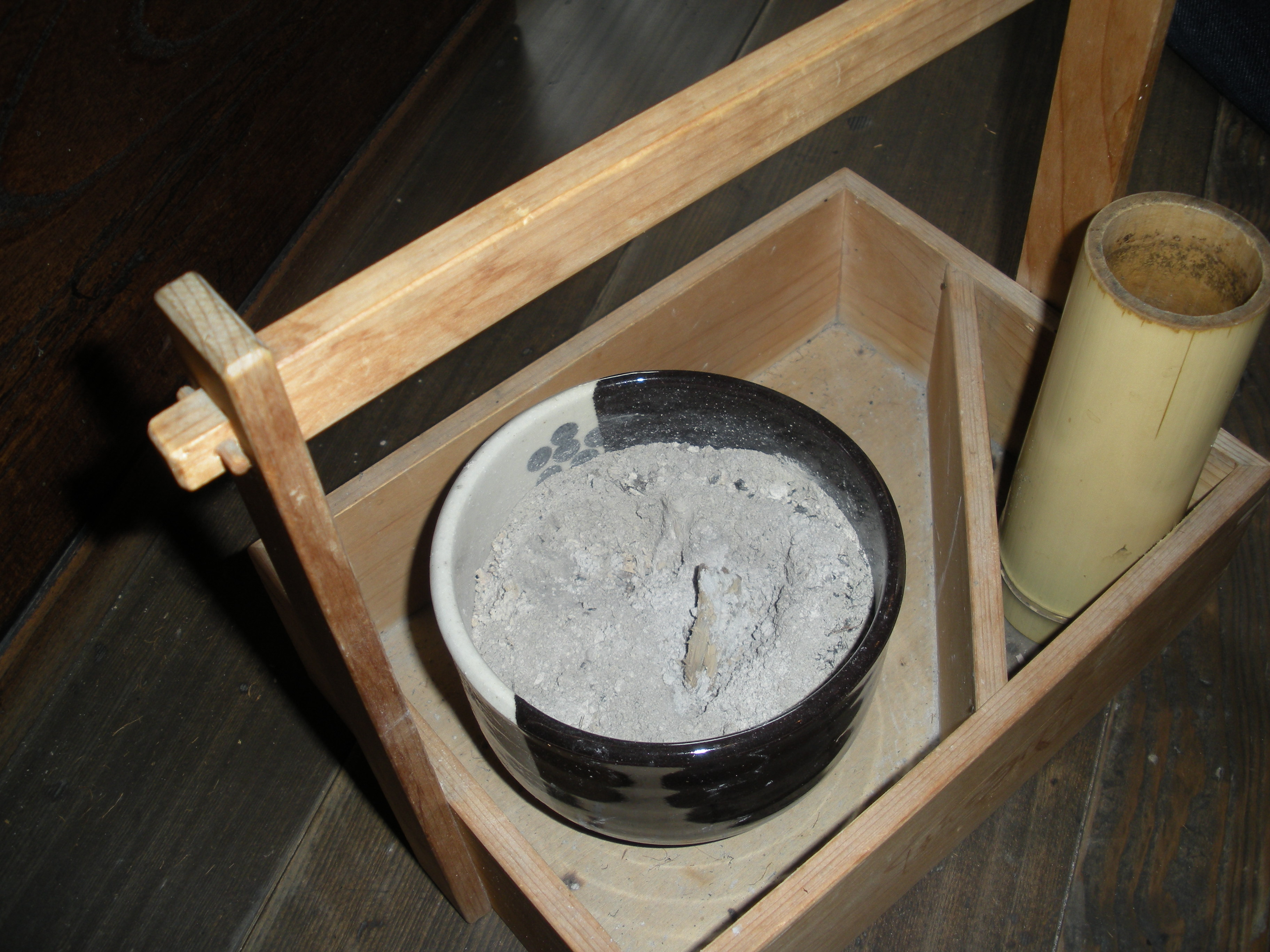
煙草盆陶製の火入れの中に埋められた炭火を起こして火を付け、竹製の灰吹きに吸殻を捨てる。

1. 細く刻まれた繊維状の刻みたばこを適当な大きさに丸める。
2. 雁首の火皿に丸めたたばこを詰める。1を省略し、袋物のたばこ入れの中に雁首を突っ込んで詰める場合もある。
3. 煙草盆（wikidata）の炭火に雁首を近づけて火を点ける。
4. たばこをそっとゆっくり喫う。
5. たばこが燃え尽きて煙が出なくなったら、煙草盆の灰吹きのふちを軽く叩くなどして灰を落とす。
6. 火皿に灰が残っていたら空吹きをして灰を飛ばす。

中には刻みたばこではなく、市販の紙巻きタバコを分解して利用する方法やパイプ向けに販売されているたばこを用いるユーザーもおり、使用方法も多岐にわたる。この場合、メンソール等のフレーバーが添加されていると管部分に残留物が残り、煙管そのものの寿命を縮める原因となる。しかしながらそれによって風味の変化も発生するためあえてそれを楽しむという考え方もある。

## 煙管の手入れ
パイプ用の掃除具や紙を捻った紙縒などの細い物を管に通してヤニをとる。煙管全体が金属製の場合は、ぬるま湯に浸けおくとふやけてくるので掃除がしやすい。
また、アルコールなどの有機溶剤を流してヤニを取る方法もある。前述の通り、材質や長さ、使用方法によって味が大きく変わることもあるため掃除の方法一つとっても決まった手順はなく、人によってメンテナンスの頻度、方法は大きく異る。

### 羅宇屋
かつては羅宇のヤニ取りや挿げ替えを生業とする、羅宇屋（らうや、らおや）と呼ばれる露天商があった。小型のボイラーから出る蒸気で羅宇を掃除し、その際に鳴る「ピー」という笛にも似た音が特徴的であった。
羅宇屋は戦後に急激に数を減らし、1964年には東京で4軒だけとなっており、2007年にはたばこと塩の博物館において、『刻みたばこの歴史～実演と展示～／東京羅宇屋物語』という展示があり、案内に「“東京最後の羅宇屋”である中島留四郎さん（86）が長年実際に使った道具を展示し、懐かしい日本の風情をご紹介します。」とあり、用具等は同博物館が所蔵していることから、この頃絶えたものと考えられる。
古典落語には狂歌に熱中するあまり本業をおろそかにして、羅宇問屋の旦那から流しの羅宇屋に落ちぶれた人物を主人公にした「紫檀楼古木」という作品がある。

## 刻みたばこ
干した葉を重ねて包丁もしくはカンナで糸のように細く切ったもの。「刻み」と呼ばれているが、紙巻きたばこの中身のように細かく刻まれたものではない。世界のたばこ製品の中で最も加工度が低いものの一つで、タバコ葉本来の味が楽しめるとして熱心なファンが多い。
江戸時代には、手間賃を取って葉タバコを刻む賃粉切りという職人がいた。専売制が実施される前は個人経営のたばこ店がそれぞれの刻みたばこを製造販売し、何千種類もあったが、専売制の下で大量生産化が進んだことと、紙巻きたばこの消費増大で需要が減ったことで数銘柄からさらには1銘柄に減り、ついには国内での製造が打ち切られた。しかし日本の伝統文化として復活と存続を望む声が多かったため、たばこ農家に在来種の栽培再開を依頼し、1銘柄（『こいき』）ではあるが昔ながらの良質の刻みたばこが復活した。
現在ではその他に柘製作所がベルギー製の煙管用刻みたばこ『宝船』を販売している。葉は在来種ではなくアメリカンブレンドとなっており、刻みはこいきほど繊細ではない。　

## 煙管と文化

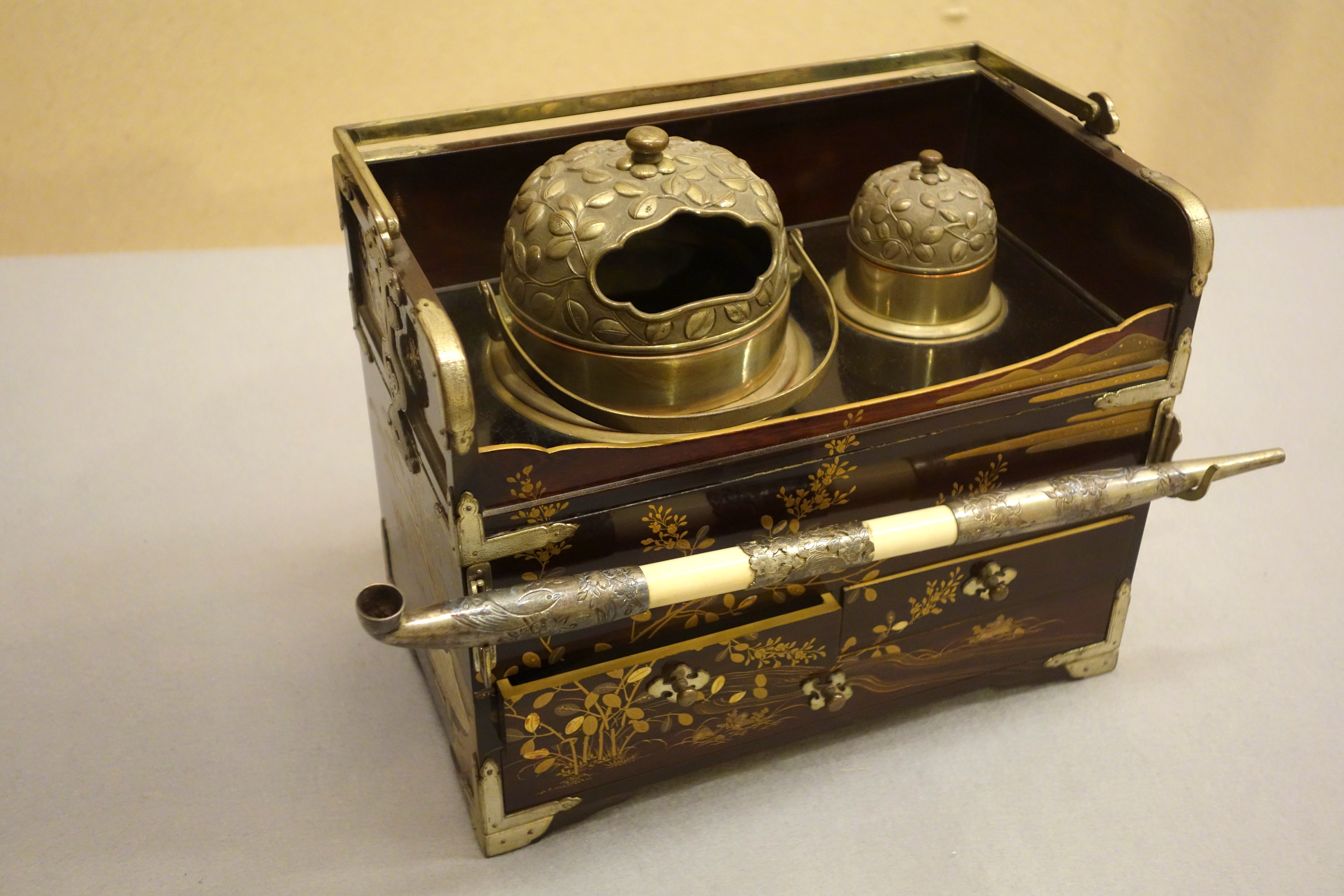
装飾された煙草盆
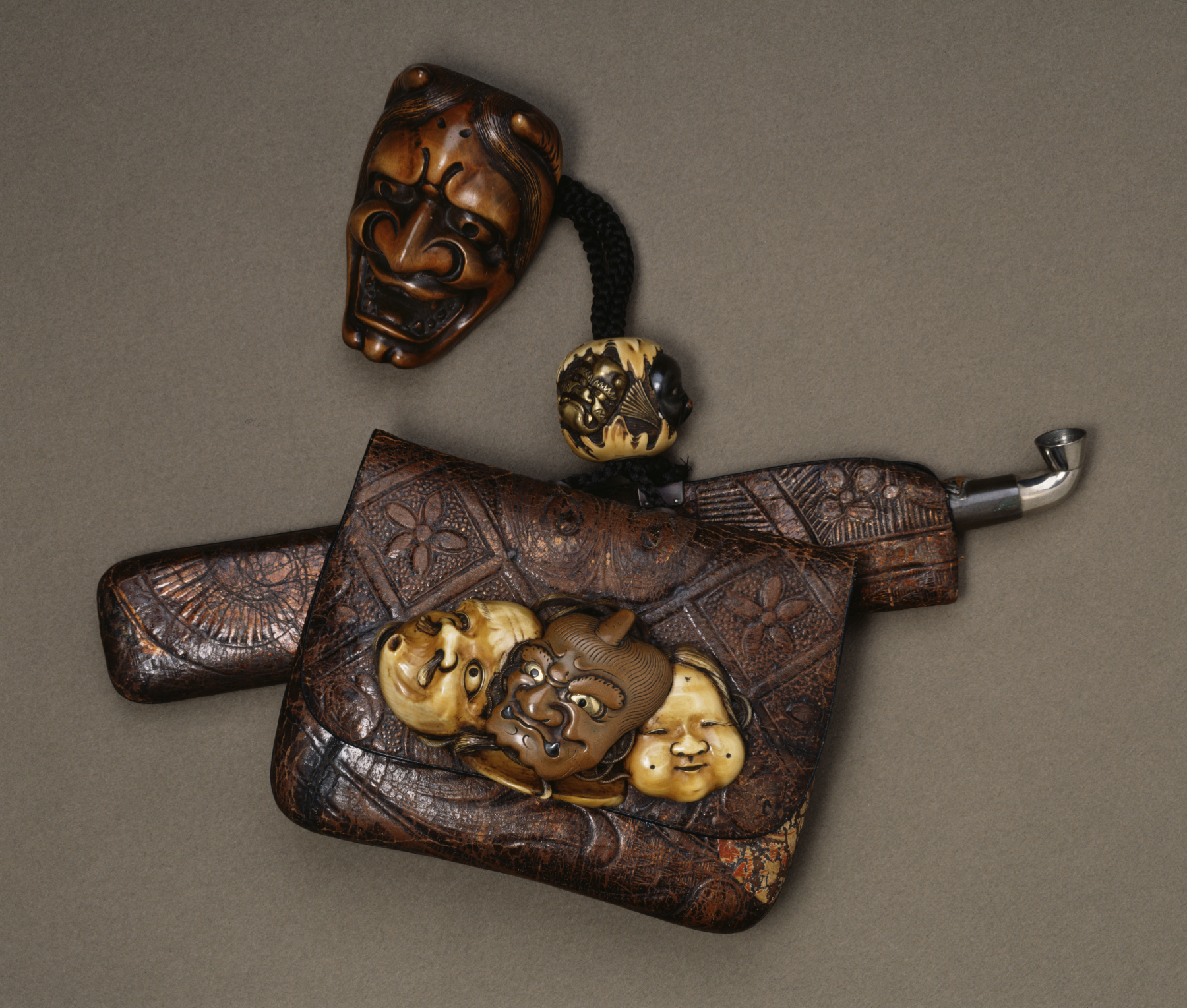
根付と煙草入と煙管筒

多くの時代劇等で煙管は重要な小道具として登場するが、16世紀以前には伝来していない。また武家や商家などでは、贅沢の禁止と防火の意味から使用人には喫煙を禁止することもあった。
武士の場合はステータスシンボルと同時に自分の志の表現として、特別に自分の好みを施した煙管を注文したりした。明治維新後の廃刀令で、護身用にと鉄扇ないし重量のある鉄の煙管を持ち歩く士族達もいた。
江戸時代においては、多くの場合に大店の主人や番頭等が自分にあった道具を誂えたりと、嗜好の世界というより一種のファッションやステータスシンボルであった。また、煙草入や煙管筒に流行もあったといわれる。この中では根付のような関係する工芸文化も存在し、この根付は明治時代の交易に関連して海を越え、英国にまで愛好者を増やした。ロンドンのビクトリアアンドアルバート美術館には、この根付コレクションの展示室も存在する。

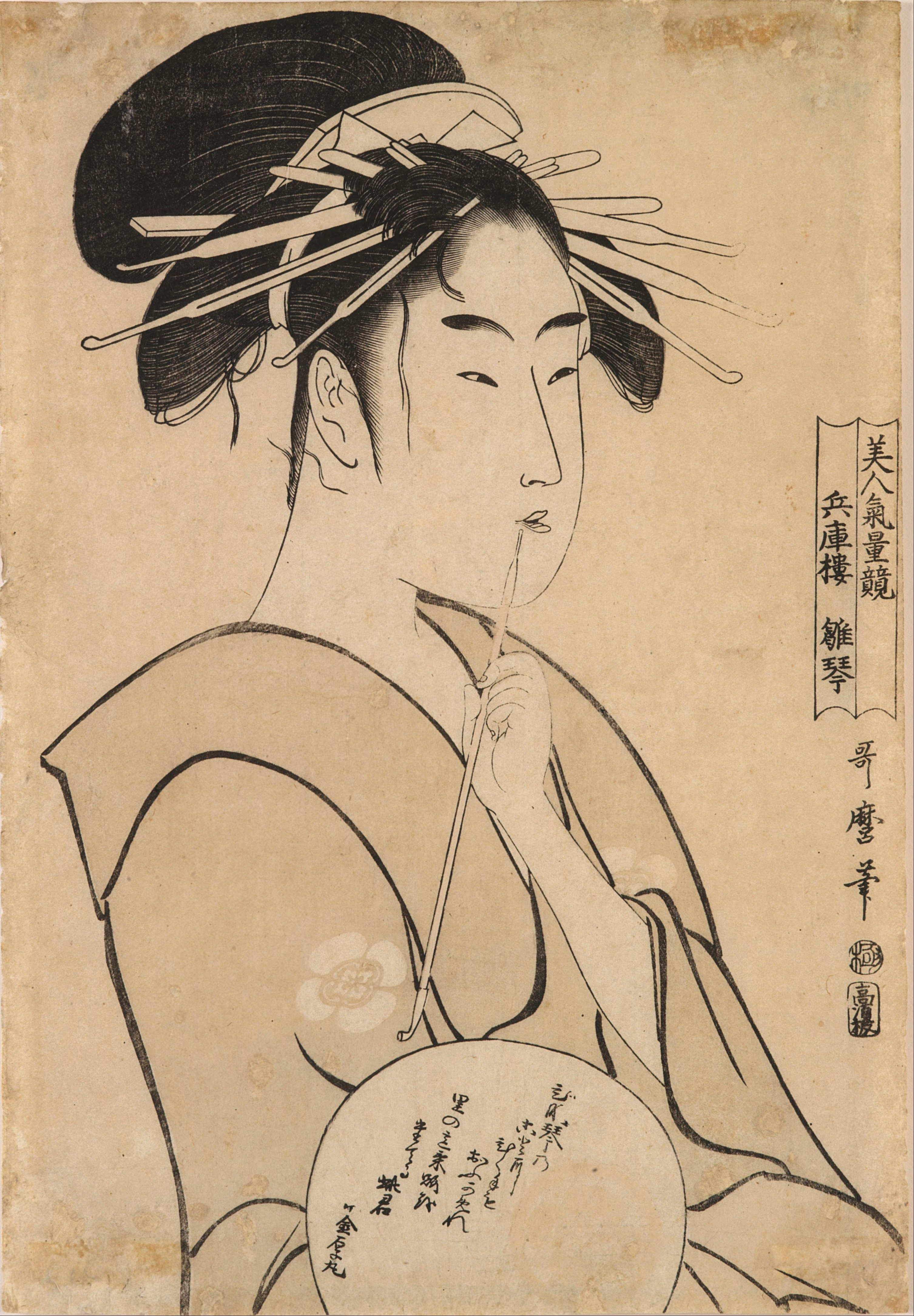
煙管を吸う遊女

江戸時代の吉原等の大見世（上等な女郎屋）の太夫（上等の遊女）などの間では、位が上ると帯の幅が広くなり、それに合せてその帯に挿す煙管の赤塗りの羅宇も長くする仕来りがあり、煙管の長さで女郎の格をはかることができた。（長羅宇：ながらう、ながらお）
遊女は気に入った客に煙管を差し出し、客が受け取るとその遊女を気に入ったということになる。歌舞伎『助六由縁江戸桜』の台詞にある「煙管の雨」とは、助六の男っぷりを暗に示す。
茨城県の加波山神社では毎年9月5日に「きせる祭」が開かれる。

### 喧嘩煙管
喧嘩煙管（けんかきせる）とは江戸時代に護身用に帯刀が出来ない一般庶民や町奴のようなアウトロー集団が主に用いていた煙管である。町奴は町人である故、武士の様な刀や長い脇差の携帯が許されなかった。そこで旗本奴に対抗するための武器として総鉄製の煙管を造らせ、これを携帯していた。長さは40 – 50cm、太さも数cmあり、羅宇を六角形にしたり、羅宇全体にいぼをつけるなど棍棒さながらの加工がなされている。
フィクションの時代劇（『花の慶次』『遠山の金さん』など）でも、煙管で斬撃を防いだり、相手を打擲したりする描写がある。

## 現代の煙管
現在は、たばこの喫煙用としての煙管使用者の絶対数は少なく、煙管の製造業者も激減している。例えば金属加工が盛んな新潟県燕市では戦前200軒近い煙管工場で400人近くが働いていたが、2017年時点では職人1人が残るのみである。とはいえ下記の理由などでその文化は存続している。
- 自然なたばこの味を楽しむ（香料を使わない刻みたばこを吸う方法として最良であること）。そのためクールスモーキングを体得する必要がある。
- 紙のタール問題への配慮から（紙巻たばこの紙からのタールが癌の原因という説があるため）
- 臭いが出にくい（紙巻きの燃焼剤の臭いや手に臭いが移りにくいため）
- 趣味の世界として（時代劇ファンやコレクター）
- 喫煙の頻度や吸い方によっては紙巻より安価
- シャグ（手巻きたばこのたばこ葉）だけで吸えて安価
- 両切りたばこの場合「葉が燃え尽きるまで吸えて経済的」「葉が口に入らない」などのメリットがある（平成期の青年に、煙管の先に紙巻きたばこを差して喫煙をしている例がある）
- パイプたばこを細かく刻んで少しずつ利用することが可能
- 紙巻たばこの吸殻の再利用のため
- 煙管の形状によって味わい方も変化することから
- 煙管自体は、まともな製造で作られた金属製のものなら長く保てる。ただし、一定期間ごとに掃除が必要。
- 物珍しさからによるお土産等としての販売（京都府、伊勢神宮等）

## 生物の名
生物のなかでもその形状がキセルに近いものにその名が付けられている。以下は「キセル」を取り込んだ正式和名の数例。
- 動物
  - キセルガイ類：オオギセル、アオギセル、ツメギセルなど、多くの種類がある。
  - よく似た別群にキセルモドキもある。
- 植物
  - ナンバンギセル（ハマウツボ科） - 万葉集では、「思い草」と詠まれた植物
  - ガンクビソウ・キセルアザミ（キク科）
  - キセルゴケ（コケ植物）

## 歌舞伎の煙管

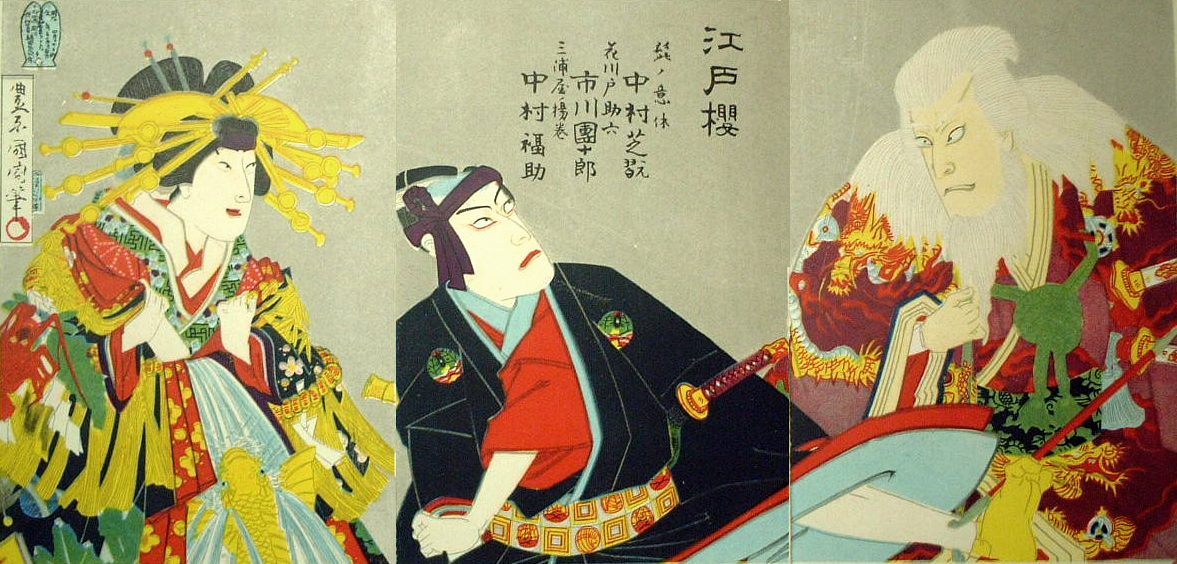
助六が敵役である髭の意休にキセルを足で差し出す場面

観客の眼を引くように大きく、かつ軽く作られる。「楼門五三桐」の石川五右衛門の銀の延煙管、「博多小女郎浪枕」の毛剃のオランダ模様のある大きな煙管など、歌舞伎狂言によってそれぞれ形があり、なかでも助六の朱羅宇煙管は「煙管の雨が降るようだ」の名台詞とともに好劇家にはなじみ深いものである。

## その他
- 煙管関係の職業としては、羅宇を付け替える職業の人がいた。
- 江戸時代には、寝たばこを原因とする火事も多かった。江戸の火事も参照
- 慣用句として『雁首をたれる』という表現がある。
- 雁首を上げて吸うと、格好は良いが脂（やに）が下がるので味が落ちる。このことから格好優先で煙管を吸う男を「やに下がった」と表現するようになった。

## キセル乗車
明治期には、駅のホームで送り迎えする人の前で見栄をはるため、乗車駅から数駅先までと下車駅の数駅手前から下車駅までの両端のみ高級車両の1等車や2等車に乗車し、中間は運賃が安い3等車を利用するという乗り方があり、これを羅宇煙管の構造になぞらえて「煙管乗」「キセル乗り」などと呼んでいた。のちに中間だけ切符を購入しない不正乗車（中間無札）も「キセル乗車」と呼ばれるようになった。